# Господарица прстенова 1 и 2
Господарица прстенова 1 и 2 (енгл. Whore of the Rings) је компилација два америчка порнографска филма. Први је сниман 2001, а други 2003. године. Џим Пауерс (Jim Powers) је режирао оба. И наслов и филмови су пародија на роман и филм Господар прстенова. Компилацију на једном диску у Србији је издало новосадско предузеће Hexor 2006. године у тиражу од 300 комада. Нема описа на омоту, нема интерне ознаке српског издавача, а каталошки број је COBISS.SR-ID 213842695.

## Улоге у оба филма
| Глумац            | Улога |
| ----------------- | ----- |
| Aurora Snow       |       |
| Kylie Ireland     |       |
| Nikita Denise     |       |
| Avy Scott         |       |
| Brandi Lyons      |       |
| Bridgette Kerkove |       |
| Katie Morgan      |       |
| Velvet Rose       |       |